# Ров
Ров е дълбок и широк окоп, обикновено пълен с вода, опасващ сграда, град или укрепление. Използва се най-вече за защита, като предпазва от нахлуване на чужди сили. В българския език думата идва от глагола „ровя“.
|  |

## В историята
По принцип рововете се изкопават около замъци и подобни крепости като част от защитната система и най-често са пълни с вода. Те създават ограничаваща бариера извън стените на форта срещу разнообразни атаки. Ровът прави достъпа до стените на крепостта труден за оръжия за обсада като обсадни кули и стенобойни машини, за чието ефективност е нужно да бъдат доближени и опрени в стената. Водните ровове имат и голямо значение относно поставянето на мини, тоест копаенето на тунели под крепостта, за да се разрушат нейните стени и други защити.

### Европа
В тежките условия на XIV и XV век в Англия, въпреки нуждата от кралска грамота преди строене на защитни стени, ровът около именията задържа настрана дори и най-решените натрапници (показано на картинката горе вдясно). Крепости с ров се срещат и във Ферара, Рока Санвитале във Фонтанелата и Рока Скаглиери в Сирмионе по бреговете на езерото Гарда.
Често през Средновековието потоци са отбивани, за да пълнят даден ров. Рововете се нуждаят от поддръжка. Те трябва да проверяват за наноси, образуващи възможни за преминаване мостове от едната страна до другата.
Подвижни мостове – които могат да се свалят и вдигат, често се използват за прекосяване на рововете през Средните векове. Първоначално те са прости дървени мостове, които лесно могат да се махат в случай, че врагът атакува крепостта. Впоследствие тези мостове се усъвършенстват, превръщайки се в така наречените подвижни мостове.
Понякога в рововете се поставят дървени колове, които пречат на врага да преплува. Въпреки често използвания мотив за филми, в които крокодили, алигатори, акули или други опасни животни са вкарани в ровове, това остава само мит без доказателства.
До към 17 век повечето френски замъци (шато), които по принцип не са укрепени, нито са строени в укрепено място или място с ровове, като Во-ле-Виконт са обградени с ров, за да разделя основната част на сградата от останалите.

### Азия
Ровове също се използват и в Източна Азия в Забранения град, Пекин в Китай, Имперския дворец Кокио в Япония. Такива има и във Велоре в Индия, а също и в Югоизточна Азия: Ангкор Ват в Камбоджа и Кианг Маи в Тайланд.
Японските замъци често имат сложни ровове, понякога с много от тях, разположени в концентрични кръгове около замъка. Японските замъци имат до три подобни концентрични ровове. Външният ров по принцип предпазва други сгради в допълнение към замъка. Много от тези замъци всъщност са централната част на съответния град, така че рововете се превръщат във водни пътища около града. Дори в днес системата от ровове в Имперския дворец включва добре използвани канали, по които се срещат лодки под наем и рибарски езерца към ресторанти.
Повечето японски замъци са с ровове, пълни с вода, но замъците от Средновековието най-често имат „сухи“ ровове (карахори, 空堀) или така наречените окопи. Дори и днес планинските замъци имат най-вече ровове, които не са пълни с вода.
Забраненият град е обграден от ров, широк 52 метра и дълбок 6 метра, което осигурява широко пространство пред външните стени.

### Америка
Рововете най-често са свързани с европейските (най-вече средновековни) замъци, но те също се развиват и в Северна Америка от индианци от Мисисипската култура като външни защити на някои укрепени градове. Останки от ров от XVI век са видими все още в Западен Арканзас.

### Галерия
- Шато Шамбор, оградено с ров от 2 страни
- Замъкът Матцумото в Япония, ограден отвсякъде с ров
- Замък Керлаверок, намиращ се на границата Англия – Шотландия
- Забраненият град, погледнат от северозапад
- Анкор Ват, погледнат от хеликоптер

## Съвременна употреба
Рововете вече не представляват значимост във военното изкуство, но въпреки това ров понякога може да послужи като линия за защита. Намират се и определен брой от други хитро измислени употреби. Рововете могат да се окажат трудни за преминаване на бронирани бойни машини при нужната ширина и дълбочина.

### Сигурност на съоръжения
Около някои части от ядрената станция Каталба например има построен бетонен ров (други части граничат с езеро). Ровът е добавен като част от съоръжението като предпазна мярка след атаките в САЩ на 11 септември 2001 г.

### Задържане на животни
По-често ровове отколкото огради разделят животните от посетителите и наблюдателите в съвременните зоологически градини. С такова предназначение рововете се използват за пръв път от Карл Хагенбек в неговия Тийрпарк (Животински парк).

### Национална сигурност
През 2004 са предложени планове за изграждането на ров около южната граница на Ивицата Газа, за да се предотврати копаенето на тунели от египетската територия до граничния град Рафах.

### Контрол на емиграцията
През 2008 в град Юма, Аризона се планува да се изкопаят две мили от 180-хектаровите мочурища познати като Хънтърс Хоул (Дупката на ловеца'), за да се контролира емигрантството, идващо от Мексико.